# 밀재로
밀재로(Miljae-ro)는 전라남도 함평군 해보면에서 영광군 영광읍를 잇는 도로이다.

## 주요 경유지
전라남도
- 함평군 (월야면 - 해보면) - 영광군 (묘량면 - 영광읍)

## 노선
| 이름                 | 접속 노선              | 소재지        | 소재지        | 비고          |
| 삼도로와 직결        | 삼도로와 직결          | 삼도로와 직결 | 삼도로와 직결 | 삼도로와 직결 |
| -------------------- | ---------------------- | ------------- | ------------- | ------------- |
| (이름없음)           | 국도 제22호선 (영광로) | 함평군        | 월야면        |               |
| 석보교               |                        | 함평군        | 월야면        |               |
| 월야초등학교 삼거리  | 금석길                 | 함평군        | 월야면        |               |
| 월야사거리           | 문화로                 | 함평군        | 월야면        |               |
| 구밀교               |                        | 함평군        | 해보면        |               |
| (이름없음)           | 국도 제24호선 (함장로) | 함평군        | 해보면        |               |
| 문장사거리           | 해삼로                 | 함평군        | 해보면        |               |
| 금덕육교             |                        | 함평군        | 해보면        |               |
| (이름없음)           | 국도 제22호선 (영광로) | 영광군        | 묘량면        |               |
| 삼학교               |                        | 영광군        | 묘량면        |               |
| 불갑산 진입로 교차로 | 불갑사로               | 영광군        | 묘량면        |               |
| 신천 교차로          | 국도 제22호선 (영광로) | 영광군        | 묘량면        |               |
| 신천삼거리           | 묘량로                 | 영광군        | 묘량면        |               |
| 갈록삼거리           | 녹산로                 | 영광군        | 영광읍        |               |
| (이름없음)           | 국도 제22호선 (영광로) | 영광군        | 영광읍        |               |